# دی‌اس‌وی آلوین
دی‌اس‌وی آلوین (به انگلیسی: DSV Alvin) یک زیردریایی است که طول آن ۷٫۱ متر (۲۳ فوت ۴ اینچ) و ارتفاع آن ۳٫۷ متر (۱۲ فوت ۲ اینچ) می‌باشد.